# Căn cứ Khe Gát
Sân bay Khe Gát (tiếng Anh: Khe Phat Airfield) là một sân bay quân sự dã chiến tại Bố Trạch, Quảng Bình, Việt Nam. Căn cứ này được xây dựng mất khoảng 7 tháng trong năm 1969 và giữ vai trò quan trọng đối với Không quân Nhân dân Việt Nam trong Trận Đồng Hới vào tháng 4/1972. Ngày nay, căn cứ là một phần của đường Hồ Chí Minh.

## Lịch sử
Ngày 19/04/1972, hai chiếc MiG-17 lái bởi Lê Xuân Dị and Nguyễn Văn Bảy "B" cất cánh từ sân bay. Vào khoảng 17 giờ, một trong những chiếc MiG-17 tấn công trực tiếp vào tàu USS Higbee với một quả bom BETAB-250 (250 kg, 550 lb), sau khi bắn trượt mục tiêu hai lần trong hai lần tấn công trước đó. Cuộc tấn công làm tê liệt tháp súng 12 ly 7 của tàu Higbee, làm giảm chức năng lái và động cơ đẩy của nó, và làm bị thương 4 thủy thủ trên boong. Một chiếc MiG-17 khác đã ném bom hàng loạt xuống tàu USS Oklahoma City nhưng không trúng mục tiêu. Người Mỹ đã trả đũa bằng cách tấn công vào Vinh và Đồng Hới trong cùng một ngày và những ngày sau đó, và một cuộc không kích với 33 máy bay trong ngày 22/04 vào sân bay, phá hủy một chiếc MiG (không rõ loại) và làm bị thương nhiều người khác có mặt lúc đó.

## Hiện tại
Sân bay không còn được sử dụng nhưng vẫn có thể xem được trên ảnh vệ tinh